# Guivi Sissaouri
Guivi Sissaouri –en georgiano: გივი სისაური– (Tiflis, 15 de abril de 1971) es un deportista canadiense de origen georgiano que compitió en lucha libre.
Participó en tres Juegos Olímpicos de Verano, obteniendo una medalla de plata en Atlanta 1996, en la categoría de 57 kg, el sexto lugar en Atenas 2004 y el 13.º en Sídney 2000. Ganó cuatro medallas en el Campeonato Mundial de Lucha entre los años 1995 y 2001.

## Palmarés internacional
| Juegos Olímpicos   | Juegos Olímpicos         | Juegos Olímpicos  | Juegos Olímpicos |
| Año                | Lugar                    | Medalla           | Categoría        |
| ------------------ | ------------------------ | ----------------- | ---------------- |
| 1996               | Atlanta (Estados Unidos) | Medalla de plata  | 57 kg            |
| Campeonato Mundial |                          |                   |                  |
| Año                | Lugar                    | Medalla           | Categoría        |
| 1995               | Atlanta (Estados Unidos) | Medalla de plata  | 57 kg            |
| 1997               | Krasnoyarsk (Rusia)      | Medalla de bronce | 58 kg            |
| 1998               | Teherán (Irán)           | Medalla de bronce | 58 kg            |
| 2001               | Sofía (Bulgaria)         | Medalla de oro    | 58 kg            |